# Bison occidentalis
Bison occidentalis là một loài đã tuyệt chủng của chi bò rừng Bison mà sống ở Bắc Mỹ từ khoảng 11.000 đến 5.000 năm trước, kéo dài đến cuối thế Pleistocen đến giữa Holocene. Chúng có khả năng phát triển từ Bison antiquus, B. occidentalis là nhỏ hơn tổng thể của nó từ tổ tiên và các loài khác như bò rừng thảo nguyên.
B. occidentalis đã có một hình thái rất khác nhau, và sừng của nó quặt về phía sau, là mỏng hơn rất nhiều và chỉ hơn loài bò rừng Pleistocene. Khoảng 5.000 năm trước, B. occidentalis đã được thay thế bằng nhỏ Bison bison ngày nay. B. occidentalis có thể giảm số lượng do sự cạnh tranh với những kẻ ăn cỏ khác của kỷ nguyên động vật cỡ lớn. nghiên cứu DNA gần đây khác xưa đã chứng minh được lai giống giữa B. occidentalis và bisons hiện đại.